# 普拉努拉
普拉努拉是巴西米纳斯吉拉斯州的一个市镇。总面积317.992平方公里，总人口10289人，人口密度32.4人/平方公里。